# François Pervis
François Pervis (Château-Gontier, 16 d'octubre de 1984) és un ciclista francès especialista en pista, sobretot en la prova del quilòmetre contrarellotge.
Durant la seva carrera esportiva va prendre part en dues edicions dels Jocs Olímpics d'Estiu. El 2004 i el 2016, on guanyà una medalla de bronze en la prova de velocitat per equips del programa de ciclisme. Formà equip amb Michaël D'Almeida i Grégory Baugé. El 2021 va prendre part, com a guia, en els Jocs Paralímpics de Tòquio, on també guanyà una medalla de bronze.
En el seu palmarès també destaquen disset medalles als campionats del món, set d'or, dues de plata i vuit de bronze, en diferents especialitats entre el 2006 i el 2017; nou medalles al Campionat d'Europa, dues de plata i set de bronze i dotze campionats nacionals.
El 2013 va establir el rècord del món del quilòmetre amb un temps de 56.303". Aquest rècord va ser vigent durant deu anys, fins que el 2023 fou millorat per Jeffrey Hoogland.
L'octubre de 2023 anuncià la seva participació en la Copa Amèrica de 2024 a bord de l'equip Orient Express Racing Team.

## Palmarès
- 2001
  -  Campió d'Europa júnior en Velocitat per equips (amb Mathieu Mandard i Mickaël Murat)
- 2002
  -  Campió d'Europa júnior en Quilòmetre Contrarellotge
- 2003
  -  Campió d'Europa sub-23 en Velocitat per equips (amb Grégory Baugé i Matthieu Mandard)
- 2004
  -  Campió d'Europa sub-23 en Quilòmetre Contrarellotge
  -  Campió d'Europa sub-23 en Velocitat per equips (amb Grégory Baugé i Matthieu Mandard)
- 2005
  -  Campió de França en Quilòmetre contrarellotge
- 2006
  -  Campió de França en Quilòmetre contrarellotge
- 2007
  -  Campió de França en Quilòmetre contrarellotge
- 2009
  -  Campió de França en Quilòmetre contrarellotge
- 2012
  -  Campió de França en velocitat
- 2013
  -  Campió del món en Quilòmetre contrarellotge
  -  Campió de França en Quilòmetre contrarellotge
  -  Campió de França en velocitat
- 2014
  -  Campió del món en Velocitat
  -  Campió del món en Quilòmetre contrarellotge
  -  Campió del món en Keirin
  -  Campió de França en Quilòmetre contrarellotge
  -  Campió de França en Keirin
- 2015
  -  Campió del món en Quilòmetre contrarellotge
  -  Campió del món en Keirin
  -  Campió de França en Keirin
- 2016
  -  Medalla de bronze als Jocs Olímpics de Rio de Janeiro en Velocitat per equips (amb Michaël D'Almeida i Grégory Baugé)
- 2017
  -  Campió del món en Quilòmetre contrarellotge
  -  Campió de França en Quilòmetre contrarellotge

### Resultats a laCopa del Món
- 2003
  - 1r a Aguascalientes, en Velocitat per equips
- 2004-2005
  - 1r a Sydney, en Velocitat per equips
- 2005-2006
  - 1r a Los Angeles, en Velocitat per equips
- 2006-2007
  - 1r a Los Angeles, en Quilòmetre
- 2007-2008
  - 1r a Pequín i Copenhaguen, en Quilòmetre
  - 1r a Copenhaguen, en Velocitat per equips
- 2008-2009
  - 1r a Manchester, en Keirin
  - 1r a Pequín, en Velocitat per equips
- 2009-2010
  - 1r a Cali, en Velocitat per equips
- 2010-2011
  - 1r a la Classificació final i a la prova de Pequín, en Quilòmetre
  - 1r a Pequín, en Velocitat per equips
- 2011-2012
  - 1r a Cali, en Quilòmetre
  - 1r a Pequín, en Keirin
- 2013-2014
  - 1r a Aguascalientes, en Quilòmetre
  - 1r a Manchester, en Keirin